# La Folliaz
La Folliaz é uma comuna da Suíça, no Cantão Friburgo, com cerca de 880 habitantes. Estende-se por uma área de 9,91 km², de densidade populacional de 89 hab/km². Confina com as seguintes comunas: Châtonnaye, Chénens, La Brillaz, Romont, Sédeilles (VD), Torny, Villaz-Saint-Pierre, Villorsonnens.
A língua oficial nesta comuna é o Francês.